# (30) Urania
(30) Urania – planetoida z pasa głównego planetoid. 

## Odkrycie i nazwa
Planetoida została odkryta 22 lipca 1854 roku w Londynie przez Johna Hinda.
Nazwa pochodzi od Uranii (jej imię oznacza Niebiańska), która była muzą astronomii w mitologii greckiej.

## Orbita
Planetoida okrąża Słońce w ciągu 3 lat i około 234 dni, w średniej odległości 2,37 au. 